# Canthon marmoratus
Canthon marmoratus là một loài bọ cánh cứng trong họ Bọ hung (Scarabaeidae).